# 政策統括官 (総務省)
政策統括官 (総務省)（せいさくとうかつかん、英語: Director-General for Policy Planning）は、総務省の内部部局の一つ。総務省に再編成されて以降設置された局長級分掌職。総務省組織令（平成十二年政令第二百四十六号） において、本省に、一人置くものとされている。現在の主な業務は統計制度、恩給の2つであるが、一人の政策統括官が両方を担当している。政策統括官のもとには企画官、調査官等がおかれ、担当業務を分掌する。
統計に関しては、もともと総務省統計局内に統計基準部が存在していた。これが、2005年の消防庁国民保護・防災部新設にあたりスクラップアンドビルドの原則に従って廃止され、業務が政策統括官に移管された。当初は「統計基準」の担当と称していたが、2021年（令和3年）7月1日より「統計制度」の担当となった(p237, 年表47)。
恩給に関しては、もともと人事・恩給局が所管であったが、2014年（平成26年）5月30日に内閣人事局が設置されることにより、人事部門は内閣人事局に移管、恩給部門は政策統括官へ移管され、同局は廃止された。
なお、かつては情報通信担当の政策統括官も置かれていたが、2018年（平成30年）の組織再編により廃止され、代替としてサイバーセキュリティ統括官が設置された。当該職務以前は電子政府・電子自治体等を担当していた。

## 所掌事務
政策統括官が関係する事務（「総務省組織令 第十四条 最終改正: 2018年8月8日平成三十年政令第239号）」 より抄録）。

政策統括官は、命を受けて第一号に掲げる事務を分掌し、及び第二号から第四号までに掲げる事務をつかさどる。

一 総務省の所掌事務に関する総合的な政策の企画及び立案に関すること。

二 統計及び統計制度に関する次に掲げる事務

  イ 統計及び統計制度の発達及び改善に関する基本的事項の企画及び立案に関すること。

  ロ 統計調査の実施についての審査及び調整並びに統計基準の設定に関すること。

  ハ 統計職員の養成の企画及び立案に関すること。

  ニ 国際統計事務の統括に関すること。

  ホ イからニまでに掲げるもののほか、統計の発達及び改善に関すること（統計局及び他の行政機関の所掌に属するものを除く。）。

三 恩給制度に関する企画及び立案に関すること。

四 恩給を受ける権利の裁定並びに恩給の支給及び負担に関すること。

## 組織
- 統計企画管理官
  - 企画官（２人）
  - 調査官（１人）
- 統計審査官（３人）
  - 調査官（２人）
- 国際統計管理官
  - 国際研修協力官
  - 国際統計企画官
- 恩給企画管理官
  - 調査官（２人）
  - 恩給経理官
- 恩給業務管理官
  - 調査官（１人）
  - 情報処理調整官
- 国際統計交渉官(省令職)[9]
- 恩給顧問医(非常勤)

（「総務省組織令 第百十九条 最終改正: 2018年8月8日平成三十年政令第239号）」及び「総務省組織規則 第七十五条及び第七十五条の二 最終改正: 2018年7月13日平成三十年総務省令第43号）」 より抄録）

## 歴代政策統括官（統計制度／統計基準、恩給担当）
| 氏名       | 出身省庁 | 前職                                                                 | 在任期間                                             | 後職                                 |
| ---------- | -------- | -------------------------------------------------------------------- | ---------------------------------------------------- | ------------------------------------ |
| 三宅俊光   | 総理府   | 総務省大臣官房総括審議官（広報、政策企画（主）担当）                 | 2017年（平成29年）7月11日 - 2019年（令和元年）7月5日 | 行政管理局長                         |
| 横田信孝   | 総理府   | 総務省大臣官房政策立案総括審議官 併任行政管理局 併任政策統括官付     | 2019年（令和元年）7月5日 - 2020年（令和2年）7月20日  | 行政管理局長                         |
| 吉開正治郎 | 総務庁   | 総務省大臣官房政策立案総括審議官                                     | 2020年（令和2年）7月20日 - 2022年（令和4年）8月19日  | 辞職                                 |
| 阪本克彦   | 総理府   | 総務省大臣官房政策立案総括審議官                                     | 2022年（令和4年）8月19日 - 2023年（令和5年）7月7日   | 内閣官房内閣人事局人事政策統括官     |
| 北原久     | 総務庁   | 総務省大臣官房審議官（統計局、統計制度、統計情報戦略推進、恩給担当） | 2023年（令和5年）7月7日 - 2025年（令和7年）7月1日    | 総務省国際統計交渉官（政策統括官付） |
| 北川修     | 総理府   | 総務省大臣官房政策立案総括審議官                                     | 2025年（令和7年）7月1日 - 現職                       |                                      |